# Ricard de Capmany
Ricard de Capmany i Roura (Canet de Mar, 1873-1947) fue un pintor y decorador modernista de Cataluña, España.
Hijo de Jacinto de Capmany y de Francesca Roura Carnesoltes, hermana de la mujer de Domènech i Montaner, estaba casado con Julia Montaner, heredera de la editorial Montaner y Simón y también emparentada con Lluís Domènech i Montaner.
Ricard de Capmany es conocido por haber decorado el bar Torino, un proyecto de 1902 de Puig i Cadafalch en el que también participaron como decoradores, Antoni Gaudí y Antoni Maria Gallissà.
Su mujer heredó el Castillo de Santa Florentina que estaba en un estado ruinoso y le fue encargada la reforma a Domènech i Montaner. Capmany intervino de forma directa en la decoración de la que iba a ser su casa, destacando especialmente los vitrales con escenas religiosas y buena parte de las estatuas.
Como pintor, se dedicaba al paisajismo. Presentó obras en las exposiciones de Barcelona de 1894 en 1896. Estuvo muy vinculado a la vida social y cultural catalana, fue uno de los mecenas que impulsó el Instituto de Estudios Catalanes y formó parte de la junta de Museos de la Mancomunidad de Cataluña.